# Curvularia brachyspora
Curvularia brachyspora är en svampart som beskrevs av Boedijn 1933. Curvularia brachyspora ingår i släktet Curvularia och familjen Pleosporaceae.   Inga underarter finns listade i Catalogue of Life.